# 名探偵コナン 純黒の悪夢
『名探偵コナン 純黒の悪夢』（めいたんていコナン じゅんこくのナイトメア）は、2016年4月16日に公開されたアニメ映画で、劇場版『名探偵コナン』シリーズの20作目にあたる。上映時間は112分。劇場版『名探偵コナン』の20周年記念作品であり、興行収入は前作から20億円近く増加し63億3,000万円を記録している。キャッチコピーは、「黒に染まれ」「ダブルフェイスはここまでだ」「暴かれるダブルフェイス」「暴かれたダブルフェイス！ 宿命が導く、頂上決戦（バトルロイヤル）ミステリー!!」。
2018年2月10日には4DX/MX4D版も公開された。

## 概要

### 沿革
原作やアニメでは黒ずくめの組織とFBIが対峙するのは定番だが、劇場版でこの2組織がともに作品に関与して対峙することは初めてとなる。また、CIAや公安警察も初めて劇場版に関与する。
それぞれバーボンとキールのコードネームで黒の組織へ潜入捜査を行なっている公安警察の安室透（降谷零）とCIAの水無怜奈（本堂瑛海）が劇場版初登場となる。FBIの赤井秀一はすでに前々作『異次元の狙撃手』で登場しているが、回想シーンや声のみだったため、こちらも初の本格的な劇場版登場となる。赤井と安室は、本作ではストーリーの中心人物として活躍する。また、明確な姿や影は描かれず変声機を通したような声のみではあるが、黒の組織のナンバー2にあたるラムも初登場する。さらに、元警視庁捜査一課の刑事の松田陣平も、回想シーンにて初登場している。赤井と同じくFBI捜査官で日本で活動しているジョディ・スターリング、ジェイムズ・ブラック、アンドレ・キャメルの3名は、赤井同様に『異次元の狙撃手』以来2年ぶりの登場となるが、ジェイムズの声は2014年9月30日に家弓家正が死去したため本作から後任として土師孝也が担当し、テレビシリーズに先駆けての出演となった。前作『業火の向日葵』に続いて白鳥警部が登場しておらず、2作続けて登場しないのも初である。
本作は従来のシリーズに比べてアクションの要素がかなり多く、推理要素は少なくなっている。エピローグは例年の笑いを誘う内容ではなく、第13作『漆黒の追跡者』以来シリアスな内容ではあるが、その作風は第9作『水平線上の陰謀』以来の心暖まるものになっている。なお、エピローグの蘭の台詞は原作者・青山が脚本をチェックした時に直々に入れたものである。
本作からオープニング映像が一新され、片目で見ると3Dのように立体化する趣向になった。内容も以下の通り変更されている。新一がAPTX4869によってコナンになるまでの経緯や、灰原の紹介などが新規作画で描かれているが、きちんと経緯を説明していたそれまでの作品と比べて時間が極端に短く、CGの中で断片的に数秒間流す程度になった。劇場版に初登場となる安室透と水無怜奈、FBIも紹介されているが、博士のアイテムの紹介などは省略されている。また、この紹介の中で降谷零が警察庁警備局警備企画課（ゼロ）の所属である事が、原作やアニメに先立って明言された。演出では、新一がコナンになった経緯と、灰原の紹介では、レンガもしくはパズルのピースを背景に、1カットずつ映像が挿入され、カットが変わるごとに映像が白黒になった。また、工藤新一、江戸川コナン、監督のクレジットなどが表示される際、過去の劇場版のタイトルの1文字が様々に組み込まれている。オープニングの演出が大幅に変わったのは第11作『紺碧の棺』以来9年ぶりとなる。本作と次作『から紅の恋歌』では、オープニングでの声の出演のテロップはコナン役の高山みなみに続いて、灰原役の林原めぐみが表示されている。
エンドロールにて、第17作『絶海の探偵』以来3年ぶりに事件後の様子が描かれており、前作に引き続きコナンの目は登場しない。また、終盤ではチーフプロデューサーとして2011年7月までの15年7か月間シリーズに携わり、2016年1月14日に逝去した吉岡昌仁が追悼されている。
本作では劇場版シリーズ初の試みとして入場者プレゼントが用意され、過去の劇場版作品の中から1本が無料で視聴できるシリアルコード付きのカードである「青山剛昌からの純黒の感謝状！」が全国先着400万人に配布された。
劇場版シリーズの定番となっているエンディング後の次回作の予告が今作でも放映された。エンディング終了後に、満月と紅葉の落葉を背景に、服部平次の声で「しのぶれど…ちゅうワケか」というセリフとともに、次回作の製作が決定したという旨の字幕による予告が流れた。明らかになったのは2017年春に公開予定との情報のみで作品名や内容は明らかになっていなかったが、のちに次回作は、服部平次と遠山和葉がメインとなり、京都を舞台に百人一首をテーマとした『から紅の恋歌』であると明らかになった。
2016年10月24日からは東京・池袋HUMAXシネマズにて、「大応援上映会」が開催された。これはいわゆる応援上映の形式であり、当映画シリーズでは初めての実施であった。本作以降、毎年実施されるようになっている。
2018年2月10日にはシリーズ初となる4DX/MX4D版が期間限定で公開された。上映の際は当時『ゼロの執行人』公開を控えていたことを踏まえ、江戸川コナン役の高山みなみと安室透役の古谷徹らのサイン入り『ゼロの執行人』オリジナルポストカードが入場者に先着で配布された。また、本編上映後には、同作のメインとなった安室透によるメッセージ映像が追加されている。
近年のシリーズの他作品と同様に、本作も小学館ジュニア文庫から2016年4月14日に小説版が発売された。

### 製作状況
プロデューサーの諏訪道彦によれば、レギュラー陣のアフレコの総時間は13時間17分、当日の参加声優は40人にもおよんだ。本作の中心人物である赤井と安室を演じた池田と古谷によるシーンが本作の一番の見どころといい、ゲスト声優の天海も監督の静野孔文や音響監督の浦上靖之、浦上慶子らと会話しながら4時間半をかけてアフレコに参加したという。
こうして完成した本作は、2016年3月31日に調布の東京現像所にて初号試写、同年4月2日に日本全国にて小学館連合試写会をそれぞれ迎えた。
監督の静野孔文は「作画的に弱くなりがちなシーン」の原画も担当しており、作中でオスプレイの射撃によって観覧車のネオンサインが割れていくシーンの破壊効果を担当したそうである。
劇中の観覧車はイギリスのロンドン・アイがモデルとなっているほか、赤井と安室の格闘シーンはジークンドーの使い手とボクサーに依頼し、足場のない設定で擬似戦を行なってもらった動画を参考に描かれている。

## ストーリー
ある夜、警察庁内に何者かが侵入し機密データを閲覧していた。これを察知した安室透や風見裕也ら公安警察は、侵入した女と対峙するも逃げられてしまう。奪った車で逃走する女を追う安室、そしてFBIの赤井秀一を加えた三者によるカーチェイスが繰り広げられる。女は逃げながらも「ノック」の存在を書き連ねたメールを誰かに送信していた。赤井は女の進路を先読みして待ち伏せるが、女は車ごと落下し、確保に失敗してしまう。
翌朝、謎の爆発事件がニュースで報道される中、コナンと少年探偵団一行はリニューアルオープンの日を迎えた東都水族館を訪れていた。コナンたちはそこで記憶を失ったオッドアイの女に遭遇する。コナンはガソリンの臭いや割れた車のフロントガラスの破片などから昨夜の爆発事件との関連を疑う。彼女を知る人物を探すため、少年探偵団は東都水族館で情報収集を開始したが、少年探偵団の3人は捜査もそっちのけで女と水族館を楽しむ。
時を同じくして、ベルモットが東都水族館内で誰かを探していた。彼女が探していたのは、少年探偵団と行動を共にしていた謎の女だった。その頃、灰原は謎の女が黒ずくめの組織のNo.2であるラムではないかと疑う。観覧車内で突然苦しみ出した女が酒の名前を口にしたこともコナンにとっては意味深だった。
一方、組織のジン達は世界各地でノックだと判明したメンバーを次々と射殺し、その後、日本で安室（バーボン）と水無怜奈（キール）を処刑しようとしたが、赤井の機略により安室の逃走を許してしまい、コナンの機転で安室と水無は危機を逃れる。
FBIと接触したコナンは、謎の女のコードネームが「キュラソー」で、ラムの右腕であることを知る。キュラソーは一種の瞬間記憶能力の持ち主であり、色違いの5枚組の半透明シートを通してデータを閲覧することで、そのデータを記憶する事が可能だった。コナンは、キュラソーが東都水族館の観覧車の頂上で多色ライトを見ると記憶が戻る事に気が付き、東都水族館へと向かう。
東都水族館では、少年探偵団の子供達を特別に観覧車に乗せるために、園子が鈴木財閥のコネを使って一方の観覧車を貸切にしていた。そこへFBIの赤井や、キュラソーを連れた公安警察も集結する。さらに、組織のジン、ウォッカ、キャンティ、コルンがオスプレイに乗り込み、キュラソーを回収するために遊園地に現れる。キュラソーが自分達を拒んでいることを知った4人は、オスプレイに搭載したIDWSで観覧車への銃撃を開始する。
一方、キュラソーはコナンを探しに東都水族館へ来ていた灰原と遭遇する。観覧車に子供達が乗っている事を聞いたキュラソーは、灰原に子供たちを托し、自身は囮となって飛び出す。
オスプレイはコナン・赤井・安室の連携で損傷し大きくバランスを崩したが墜落には至らず、オスプレイの銃撃で観覧車の車軸を外すと離脱した。灰原と少年探偵団が乗っていた観覧車は脱輪して水族館へ向かって転がり出す。コナンは転がる観覧車を伸縮式サスペンダーで食い止めようとするが、なおも観覧車は止まらない。そこにクレーン車に乗ったキュラソーが現れ、捨て身の覚悟で観覧車を食い止める。結果、キュラソーはクレーン車の運転席ごと潰れ爆発に巻き込まれた。
事件後、キュラソーは遺体で発見されるが、身元の判別も不可能な状態だった。コナンは、遺体の手から黒焦げになった水族館のイルカのストラップが落ちたのを発見する。その後、少年探偵団が彼女と本当に友達になれたのかと嘆いていた様子を見て、少年探偵団との触れ合いがキュラソーの「心の色」を変えたのだとコナンは確信した。

## 登場人物

### レギュラーキャラクター

#### メインキャラクター
江戸川 コナン（えどがわ コナン）
声 - 高山みなみ
本作の主人公。「東の高校生探偵」として有名な工藤新一が、黒ずくめの組織に飲まされた毒薬・APTX4869で小学生になっている。
赤井 秀一（あかい しゅういち）
声 - 池田秀一
本作のキーパーソン。新一に匹敵する推理力を持つアメリカの連邦捜査局（FBI）捜査官。凄腕の狙撃手であり、截拳道の達人でもある。かつて「ライ (Rye)」のコードネームで黒の組織の潜入捜査を行っていた過去がある。コナンには伝えていないが、その正体を知る数少ない人物の1人。
使用している車はシェルビー GT-500。
安室 透 / バーボン（あむろ とおる / バーボン）
声 - 古谷徹
本作のキーパーソン。本名は降谷 零（ふるや れい) 。警察庁警備局警備企画課（ゼロ）の公安警察官。黒の組織に潜入捜査して「バーボン(Bourbon)」のコードネームを与えられており、3つの名前を使い分けている。
本作で初めてスーツを着用した姿が描かれた。

#### 江戸川コナンと周辺の人物
毛利 蘭（もうり らん）
声 - 山崎和佳奈
本作のヒロイン。新一の幼馴染かつガールフレンドで、空手の達人。
コナンから送られたキュラソーの写真を元に身元調査を小五郎に依頼し、クライマックスでは観覧車事件の現場に居合わせている。
毛利 小五郎（もうり こごろう）
声 - 小山力也
蘭の父親で「眠りの小五郎」の異名で有名な私立探偵。コナンの保護者。元警視庁捜査一課強行犯係の刑事。
キュラソーの写真を見て鼻の下を伸ばし、依頼者と勘違いして東都水族館の医務室まで迎えに行くが、既に警察病院に搬送されたと聞いて落胆する。
灰原 哀（はいばら あい）
声 - 林原めぐみ
元黒の組織の一員。APTX4869の開発者（組織在籍時のコードネームは「シェリー（Sherry）」）で、コナンの正体を知る数少ない人物の1人。
組織のNo.2「ラム」ではないかと「謎の女」に強い警戒心を抱く。
工藤 新一（くどう しんいち）
声 - 山口勝平
コナンの本来の姿で高校生探偵。
本作ではコナンの変声機を使った蘭との電話のみ登場。
阿笠 博士（あがさ ひろし）
声 - 緒方賢一
発明家で、コナンの正体を知る数少ない人物の1人。
破損していたキュラソーの携帯のデータを一部復元させる。
鈴木 園子（すずき そのこ）
声 - 松井菜桜子
蘭の同級生で親友。鈴木財閥の令嬢で、蘭や新一とは幼馴染でもある。
クライマックスで少年探偵団のために東都水族館の観覧車を貸切にする。その後は蘭と水族館に向かい、観覧車事件に巻き込まれる。
吉田 歩美（よしだ あゆみ）、小嶋 元太（こじま げんた）、円谷 光彦（つぶらや みつひこ）
声 - 岩居由希子（歩美）、高木渉（元太）、大谷育江（光彦）
少年探偵団の3人。
彼らとの交流がキュラソーの心境に大きな変化をもたらす。
榎本 梓（えのもと あずさ）
声 - 榎本充希子
「毛利探偵事務所」の下の階の喫茶店「ポアロ」のウェイトレス。小五郎に時々事件を依頼するが、表向き私立探偵の安室透がポアロのバイトとなった後「小五郎の弟子」となってからは、彼に相談する事もある。

#### 警察関係者
目暮 十三（めぐれ じゅうぞう）
声 - 茶風林
警視庁刑事部捜査一課強行犯捜査三係の警部。
佐藤 美和子（さとう みわこ）
声 - 湯屋敦子
警視庁捜査一課の刑事で警部補。高木刑事と交際中。
高木 渉（たかぎ わたる）
声 - 高木渉
警視庁捜査一課の刑事で巡査部長。佐藤刑事と両想いの恋愛関係。
千葉 和伸（ちば かずのぶ）
声 - 千葉一伸
警視庁捜査一課の刑事で巡査部長。
本作公開前の原作とアニメで、初めて下の名前が判明した。
松田 陣平（まつだ じんぺい）
声 - なし
元警視庁捜査一課の刑事で、故人。風貌が高木刑事に似ており、かつて佐藤刑事とは両想いだった。
降谷零（安室透）の回想及び背景に登場。実は零と警察学校時代の友人であったことが明かされた。零が彼から学んだ爆弾解体の知識と技術が、本作終盤で重要な役割を担うことになる。
『金曜ロードショー』の編集放送版では、彼の出番はカットされている。

#### FBI・CIA
ジェイムズ・ブラック (James Black)、ジョディ・スターリング (Jodie Starling)、アンドレ・キャメル (Andre Camel)
声 - 土師孝也（ジェイムズ）、一城みゆ希（ジョディ）、梁田清之（キャメル）
3人ともFBI捜査官で、コナンの協力者。日本警察には内密で黒の組織の捜査を進めている。
水無 怜奈 / キール（みずなし れな / キール）
声 - 三石琴乃
本名は本堂 瑛海（ほんどう ひでみ) 。アメリカの中央情報局(CIA)のシークレット・エージェント。現在、組織への潜入捜査を行っており、「キール (Kir)」のコードネームを与えられている。

#### 黒の組織
新一に薬を飲ませて幼児化させた世界規模の犯罪組織。本作では2009年公開の劇場版第13作『漆黒の追跡者』以来7年ぶり、2001年公開の劇場版第5作『天国へのカウントダウン』と合わせて3作目の登場を果たしている。
ラム (Rum)
声 - 出演者非公開
本作のキーパーソン。ボスである「あの方」の側近で、組織のNo.2。キュラソーの回想に登場。
直接姿を見せないため、容姿、性別、性格、能力などの詳細は一切不明。本作では、変声機を通したような声で話している。
ジン (Gin)
声 - 堀之紀
組織の幹部で実行部隊のリーダー。射撃にも優れている。
本作でも残忍な面を見せており、ベルリンでリースリングを射殺した。キュラソー奪還のためにオスプレイを使用した作戦を決行する。
ベルモット (Vermouth)
声 - 小山茉美
組織の幹部で表の顔はハリウッド女優。コナンと灰原の正体を知る数少ない人物の1人。
主に東都水族館内で暗躍し、キュラソーを捜索したり、サーバー室に侵入して東都水族館を停電させたりしている。
ウォッカ (Vodka)
声 - 立木文彦
組織の幹部でジンの腹心。
ジンに忠実で極悪非道だが、本作でジンがバーボンとキールを疑惑の段階でも容赦なく射殺しようとした際には、躊躇いの表情を浮かべている。
キャンティ (Chianti)
声- 井上喜久子
組織の幹部で気性の荒い女性スナイパー。
トロントでアクアビットを残虐に射殺し、終盤ではコルンと共にオスプレイの操縦を担当する。
コルン (Korn)
声 - 木下浩之
組織の幹部で無口で冷静なスナイパー。
ロンドンでスタウトを冷酷に射殺するが、スタウトとは親しんだ仲でもあり、始末をする際には「俺、信じていた。残念」と呟いている。

### オリジナルキャラクター

#### 組織のメンバー
本作には組織の幹部メンバーとして4名のオリジナルキャラクターが登場するが、正規のメンバーはキュラソーのみで、残りの3名は全員各国のスパイである。
キュラソー (Curaçao)
声 - 天海祐希
本作のキーパーソン。オールバックにした銀色のロングヘアーとオッドアイが特徴の女性構成員。本名や国籍などは不詳。
抜群の身体能力を持っており、元太が高い所から落ちてしまった際には、周りの建物を上手く使いながら降下して元太を助けた。ダーツでダブルブルに3本的中する腕前も披露している。
冒頭の事故にて記憶喪失となったところで、コナンや少年探偵団と出会い親しくなる。
スタウト (Stout)
声 - マイケル・リース
イギリス秘密情報部（MI6）の男性諜報員で、本名は不詳。
NOCであることが露見してしまい、ロンドンでコルンに射殺される。コルンからは「信じていた」と不本意そうな感想を漏らされていた。
アクアビット (Aquavit)
声 - カート・コモン
カナダ安全情報局（CSIS）の男性諜報員で、本名は不詳。
NOCであることが露見してしまい、トロントでキャンティに射殺される。
リースリング (Riesling)
声 - 沢海陽子
ドイツ連邦情報局（BND）の女性諜報員で、本名は「レオナ・ブッフホルツ」。
NOCであることが露見してしまい、ベルリンでジンとウォッカに追い込まれ射殺された。

#### 公安警察
風見裕也（かざみ ゆうや）
声 - 飛田展男
警視庁公安部の公安警察官で警部補。降谷零の部下。
終盤で零の指示により、手錠で拘束したキュラソーと2人きりで観覧車に乗っていたが、ゴンドラが頂点に到達した際に全ての記憶を取り戻したキュラソーから暴行を受け気絶する。その後、コナンに助けられ生還する。
名前の由来はアニメ『機動戦士Ζガンダム』の登場人物であるカミーユ・ビダン。
本作以降も、劇場版シリーズ第22作『ゼロの執行人』に加え、原作でも登場している。

## スタッフ
- 原作 - 青山剛昌
- 企画 - 諏訪道彦
- 監督・絵コンテ・演出 - 静野孔文
- 製作 - 久保雅一、小石川伸哉、中山良夫、都築伸一郎、大田圭二、吉田力雄
- 脚本 - 櫻井武晴
- 絵コンテ協力 - 寺岡巌、金井次朗、鍋島修、工藤隆光
- 演出 - 鍋島修、永岡智佳、菅井嘉浩、濁川敦
- キャラクターデザイン・総作画監督 - 須藤昌朋
- デザインワークス - 小川浩
- 作画監督 - 岩井伸之、清水義治、堀内博之、野武洋行、高橋成之、広中千恵美、岩佐裕子、宍戸久美子
- 作画監督補佐 - 川口隆、吉見京子、かわむらあきお、福永智子
- アクション作画監督 - 金井次朗、安藤義信
- レイアウト作画監督 - 中島里恵
- 色彩設計・色指定・仕上検査 - 中尾総子
- 特殊効果 - 林好美
- 美術監督 - 佐藤勝、福島孝喜
- 3D背景ディレクター - 長谷川弘行
- 撮影監督・メインタイトルCGアニメーション - 西山仁
- CG監督 - 小岩寛満、松倉大樹
- 編集 - 岡田輝満
- 音響監督 - 浦上靖之、浦上慶子
- 音響効果 - 横山正和、横山亜紀、山田香織
- 音楽プロデューサー - 近藤貴郎、大野久子
- 音楽 - 大野克夫
- ストーリーエディター - 飯岡順一
- マーチャンダイズ・ディレクター - 小沼俊
- アシスタントプロデューサー - 米倉功人
- プロデューサー - 諏訪道彦、近藤秀峰、石山桂一
- アニメーション制作 - TMS/V1 Studio
- アニメーション制作協力 - スタジオコメット
- 製作 - 「名探偵コナン」製作委員会（小学館、讀賣テレビ放送、日本テレビ放送網、小学館集英社プロダクション、東宝、トムス・エンタテインメント）
- 特別協力 - セブン-イレブン、ゲオ、BANDAI NAMCO、hulu
- 配給 - 東宝

## 音楽

### 主題歌
B'z「世界はあなたの色になる」
作詞 - 稲葉浩志 / 作曲 - 松本孝弘
アニメシリーズ本編のOP主題歌として第817話 - 第844話まで採用されたため、「Don't Wanna Lie」以来5年ぶり3曲目となるテレビアニメと映画の両方の主題歌となった。
2016年10月4日に配信限定でリリースが開始され、CDでは2017年3月22日発売のアルバム『劇場版 名探偵コナン 主題歌集 〜“20”All Songs〜』に初収録され、その後2017年6月10日発売の「声明/Still Alive」に収録された。また、劇場版第16作目以降の劇場版の主題歌の中では、唯一『ミュージックステーション』での披露が行われていない。

### サウンドトラック
本作バージョンのメインテーマは主題歌を担当しているB'zの松本孝弘が演奏に参加している。

#### 収録曲
| 全作曲: 大野克夫。 |                                                                      |      |            |
| #                  | タイトル                                                             | 作詞 | 作曲・編曲 |
| 1.                 | 「シークレット・ミッション」                                         |      | 大野克夫   |
| 2.                 | 「エスケイプ・ラン」                                                 |      | 大野克夫   |
| 3.                 | 「ハイウエイ・チェイス」                                             |      | 大野克夫   |
| 4.                 | 「モア・チェイス」                                                   |      | 大野克夫   |
| 5.                 | 「ハイウエイ・チェイス・コンティニューズ」                           |      | 大野克夫   |
| 6.                 | 「待ち伏せ」                                                         |      | 大野克夫   |
| 7.                 | 「ファイナル・チェイス」                                             |      | 大野克夫   |
| 8.                 | 「名探偵コナン メイン・テーマ（純黒の悪夢ヴァージョン）」            |      | 大野克夫   |
| 9.                 | 「東都水族館」                                                       |      | 大野克夫   |
| 10.                | 「アミューズメント・パーク」                                         |      | 大野克夫   |
| 11.                | 「アミューズメント・ワルツ」                                         |      | 大野克夫   |
| 12.                | 「アミューズメント・ロック」                                         |      | 大野克夫   |
| 13.                | 「博士のクイズ」                                                     |      | 大野克夫   |
| 14.                | 「オッドアイ」                                                       |      | 大野克夫   |
| 15.                | 「記憶の迷路」                                                       |      | 大野克夫   |
| 16.                | 「子供達のファンファーレ」                                           |      | 大野克夫   |
| 17.                | 「子供達元気に」                                                     |      | 大野克夫   |
| 18.                | 「子供達との触れ合い」                                               |      | 大野克夫   |
| 19.                | 「ヤバイ！」                                                         |      | 大野克夫   |
| 20.                | 「二人の懸念」                                                       |      | 大野克夫   |
| 21.                | 「苦しみの扉」                                                       |      | 大野克夫   |
| 22.                | 「秘密1」                                                            |      | 大野克夫   |
| 23.                | 「秘密2」                                                            |      | 大野克夫   |
| 24.                | 「純黒のテーマ」                                                     |      | 大野克夫   |
| 25.                | 「コナンの情報」                                                     |      | 大野克夫   |
| 26.                | 「諜報のメロディ」                                                   |      | 大野克夫   |
| 27.                | 「ドライ・ベルモット」                                               |      | 大野克夫   |
| 28.                | 「子供達とのひと時」                                                 |      | 大野克夫   |
| 29.                | 「またいつか」                                                       |      | 大野克夫   |
| 30.                | 「飛び出すコナン」                                                   |      | 大野克夫   |
| 31.                | 「リアル・カウントダウン」                                           |      | 大野克夫   |
| 32.                | 「コナンの作戦」                                                     |      | 大野克夫   |
| 33.                | 「カラー・オブ・メモリー～ショート・ヴァージョン」                   |      | 大野克夫   |
| 34.                | 「追跡」                                                             |      | 大野克夫   |
| 35.                | 「回想」                                                             |      | 大野克夫   |
| 36.                | 「見つけた！」                                                       |      | 大野克夫   |
| 37.                | 「Fight＆Height」                                                    |      | 大野克夫   |
| 38.                | 「第2ラウンド」                                                      |      | 大野克夫   |
| 39.                | 「カラー・オブ・メモリー」                                           |      | 大野克夫   |
| 40.                | 「コンフュージョン」                                                 |      | 大野克夫   |
| 41.                | 「Rum」                                                              |      | 大野克夫   |
| 42.                | 「Peperoncino」                                                      |      | 大野克夫   |
| 43.                | 「純黒のマシンガン」                                                 |      | 大野克夫   |
| 44.                | 「行動開始」                                                         |      | 大野克夫   |
| 45.                | 「名探偵コナン メイン・テーマ（純黒の悪夢ヴァージョン）－Reprise－」 |      | 大野克夫   |
| 46.                | 「純黒の総攻撃」                                                     |      | 大野克夫   |
| 47.                | 「コナン、ダッシュ！」                                               |      | 大野克夫   |
| 48.                | 「ジョイ・オブ・ライフ」                                             |      | 大野克夫   |
| 49.                | 「子供達の想い出」                                                   |      | 大野克夫   |

## 映像ソフト化
- DVD - 2016年10月26日発売（初回限定特別盤・同日発売）[33]
- BD - 2016年10月26日発売（初回限定特別盤・同日発売）[34]

## プロモーション
本作では「BLACK IMPACT PROJECT」と題し、現実世界の様々なモノを黒ずくめの組織がジャックしていくというプロジェクトが展開された。
2015年11月4日、YouTubeの東宝の公式チャンネルでアップロードされた動画にて本作の公開が発表された。この動画では映画に登場すると思われる主要キャラクターとして、江戸川コナン、毛利蘭、灰原哀、赤井秀一、安室透、水無怜奈、ベルモット、ジンは各々個人のカットで、またその他のFBIや黒の組織のメンバーは集合したカットで名前もしくはコードネームが紹介されている。動画のタイトルは「第20弾劇場版『名探偵コナン』黒ムービー」であり、動画公開時には映画の正式な名称は公表されていなかったが、動画のラストで「○黒○○○」であることは明かされていた。また、2016年4月16日公開であることも併せて発表され、公式サイトも前作の内容から移行させる形でオープンされた。
その後、正式なタイトルは2015年12月2日に発表された。
2015年12月12日には、公式サイトとYouTubeの双方で特報映像が公開された。
2016年1月4日には、2015年12月31日に放送された年越し特番『絶対に笑ってはいけない名探偵24時』の未公開シーンを集めた特番『ダウンタウンのガキの使いやあらへんで!!年越しSP未公開映像一挙大公開SP!!』に、コナンの着ぐるみが高山みなみのナレーションと共に本作の宣伝を兼ねた驚きの刺客として登場した。
2016年2月9日には、女優の天海祐希がコナン映画のゲスト声優としては史上初となる黒の組織の一員である「謎の女性」を演じることが発表された。
本作に登場する水無怜奈、キャンティ、コルンが初登場したテレビアニメ第425話「ブラックインパクト！組織の手が届く瞬間」が3月19日から4週にわたり、本放送枠で再放送された。なお、テレビスペシャルとして放送された2時間半の長さをテレビシリーズ4話分へデジタルリマスターで分割再編集するに際し、カッティングは山本泰一郎が担当した。また、再放送にあたっては、タイトルが「ブラックインパクト」に改題され、「ブラックインパクト」の後には I - IV のローマ数字が入った。
2016年2月26日には、B'zが本作のための書き下ろし曲で、2011年公開の第15作『沈黙の15分』以来5年ぶり5度目となる主題歌を担当することが発表された。また、同日には公式サイトとYouTubeの双方で1分30秒ほどの予告編が公開された。また、大野克夫作曲でお馴染みのメインテーマのギター演奏をB'zの松本孝弘が担当することも発表された。主題歌アーティストがメインテーマを演奏するのは20年の歴史で史上初の試みである。
2016日3月5日からは全国のコナン上映劇場にて、20年の歴史を振り返るタブロイド紙「日売新聞」が無料配布された。
2016年3月16日には、「黒の組織が週刊少年サンデー16号の表紙をジャックした」という設定のもと、同誌が黒を主体とした色調の表紙で発売された。また、NON STYLEの石田明がMCを務める公開アフレコイベントに天海が参加した。
2016年3月19日には、大阪のあべのハルカス最上階の展望台ハルカス300にて、特別展示「BLACK IMPACT PROJECT〜地上300ｍの夜景をジャック!?〜」が開催され、このイベントは同年5月20日まで開催される予定。
2016年3月19日発売の『エンタミクス』2016年5月号には、本作の公開を記念して赤井秀一役の池田秀一と安室透役の古谷徹の対談記事が掲載された。
2016年3月20日（3月21日未明）と同年3月25日（3月26日未明）には、読売テレビで放送された『キューン!』にて関西の名所を巡る前後編構成の謎解きバスツアーが行われ、本作の宣伝を兼ねた内容に合わせてコナンの着ぐるみが登場したほか、前編には倉木麻衣も登場して参加者たちへの出題を担当した。
2016年4月4日には、イイノホールにて完成披露試写会が開催され、主要声優陣や天海、コナンの着ぐるみが登壇した。壇上ではガンダムのファンだという天海からのリクエストに応え、古谷と池田がそれぞれガンダムシリーズで自身の演じたアムロ・レイとシャア・アズナブルになりきって天海にプロポーズの言葉を贈り、話題となった。
2016年4月9日には、公式サイトのトップページが1日限定で差し替えられ、色黒で知られる歌手の松崎しげるが黒の組織の黒幕であるかのようなビジュアルになった。
2016年4月9日以降、公開記念特番「天海祐希にコナンの面白さ教えちゃいます」が各局で随時放送された。
2016年4月16日には、TOHOシネマズ六本木ヒルズにて公開初日舞台挨拶が開催され、主要声優陣や天海、コナンの着ぐるみが登壇した。
2016年4月16日に放送されたテレビアニメ第813話「安室に忍びよる影」は本作のプレストーリーとなっており、安室透とベルモットがアニメオリジナルに初登場した。
2016年5月1日には、カンテレで放送された『お笑いワイドショー マルコポロリ！』のコーナー「ポロリ！バス」に収録当時は本作の宣伝で来阪中だった天海が出演し、「イイ女が選ぶイイ男ランキング！」で第1位の児玉清と第2位の天海の父に続いて第3位にコナンを挙げるなど、放送局の垣根を超えて本作の宣伝に努めた。

## 興行成績
熊本地震の影響を受けて当初の予定より11スクリーン少ない全国348スクリーンでの公開となったが、2016年4月16日と翌17日の初日2日間で観客動員数93万3,781人、興行収入12億915万8,900円に達し、最終興行収入44億8,000万円の前作『業火の向日葵』との初動興行収入の対比で138.2%に及ぶシリーズ過去最高を記録し、興行通信社の調査による映画観客動員ランキングで初登場第1位となった。
公開2週目の週末となる2016年4月23日と翌24日の2日間では、観客動員数52万2,023人、興行収入6億7,920万6,300円を記録し、興行通信社の調査による映画観客動員ランキングで2週連続第1位となった他、公開から2週の累計では観客動員数が194万6,671人、興行収入が25億2,550万8,110円を記録し、累計興行収入は25億円を突破した。
公開3週目の週末となる2016年4月30日と翌5月1日の2日間では、観客動員数49万261人、興行収入5億6,225万2,800円を記録し、興行通信社の調査による映画観客動員ランキングで3週連続第1位を獲得。累計興行収入は36億円を突破した。
公開4週目の週末となる2016年5月7日と翌8日の2日間の興行通信社の調査による映画観客動員ランキングでは、観客動員数20万9,805人、興行収入2億7,889万8,600円で『ズートピア』に首位を譲り2位となったものの、公開23日間の累計では観客動員数が398万2,742人、興行収入が50億5,694万5,900円に達し、前作『業火の向日葵』の最終興行収入44億8,000万円を上回りシリーズ最高記録を更新した他、シリーズ全体の累計興行収入も600億円を突破した。
また、公開から51日目となる2016年6月5日時点の累計で、観客動員数が471万7,855人、興行収入が60億2,048万7,600円に到達した事が翌6日になって東宝より明らかにされ、本作はこれまでの最高興収であった前作『業火の向日葵』の44億8000万円を大幅に上回り、いずれもシリーズ初の50億円と60億円の大台を同作品で突破する記録的な大ヒットとなった。
2016年7月25日には東宝より同年上半期に公開された東宝映画の興行収入が発表され、この時点での興行収入が63.1億円と判明。更に8月21日には文化通信社より2016年上半期の邦画興行収入ベストテンが発表され、本作は第1位を獲得した。
最終興行収入は63億3,000万円を記録。同年の年間興行収入ランキングでは第6位（邦画では3位）にランクインした。
なお、次作『から紅の恋歌』は公開から44日となる2017年5月28日時点で本作の興行収入を突破した。

### 4D版
2018年2月10日より全国73スクリーンでアトラクション型4D版が3月2日までの期間限定で公開され、3連休の公開3日間で観客動動員3万6182人、興行収入8814万8200円を記録した 。
4D版の公開から16日目となる2018年2月25日までに観客動員8万3489人、興行収入2億0314万6000円に達し、興行収入2億円を突破した 。

## 評価
ぴあの調査による初日満足度ランキングでは92.3ポイントを獲得し、2位となった。また、公開初日に東宝の行なったアンケートで「非常に良かった」と「良かった」を合わせて満足度が95.9%に達していたことも明らかとなっている。

## テレビ放送
なお、本シリーズにおける字幕放送の字幕の色は基本的に主人公のコナンに黄色が、毛利小五郎に水色が、毛利蘭に緑色が割り当てられているが、本作では例外的にゲストキャラクターである謎の女性（キュラソー）に水色が、安室透に緑色が割り当てられている。
放送枠の尺に収めるための再編集によって所々がカットされており、エピローグに至っては丸ごとカットされている。
| 回数 | 番組名（放送枠名） | 放送形態 | 放送日            | 放送時間（JST） | 放送分数 | 平均世帯視聴率 | 平均個人視聴率 | 備考                                                                                            |
| ---- | ------------------ | -------- | ----------------- | --------------- | -------- | -------------- | -------------- | ----------------------------------------------------------------------------------------------- |
| 1    | 金曜ロードSHOW!    |          | 2017年4月14日(金) | 21:00 - 22:54   | 114分    | 10.6%          |                | 地上波初放送 劇場版21作『から紅の恋歌』の公開を記念し、「2週連続コナン祭り」の第2弾として放送。 |
| 2    | 金曜ロードSHOW!    |          | 2020年4月10日(金) | 21:00 - 22:54   | 114分    | 12.5%          | 8.3%           | 劇場版24作『緋色の弾丸』の公開を記念した「2週連続コナン祭り」の第1弾として放送。                |
| 3    | 金曜ロードショー   |          | 2023年9月22日(金) | 21:00 - 22:54   | 114分    |                |                | 劇場版26作『黒鉄の魚影』の大ヒットを記念して放送。                                              |

- 視聴率はビデオリサーチ調べ、関東地区・世帯・リアルタイム。